# Tephritis occidentalis
Tephritis occidentalis är en tvåvingeart som beskrevs av Dirlbek 1995. Tephritis occidentalis ingår i släktet Tephritis och familjen borrflugor. Inga underarter finns listade i Catalogue of Life.